# Acacia dangarensis
Acacia dangarensis é uma espécie de leguminosa do gênero Acacia, pertencente à família Fabaceae.